# Gaston de Bourbon, duc d’Orléans

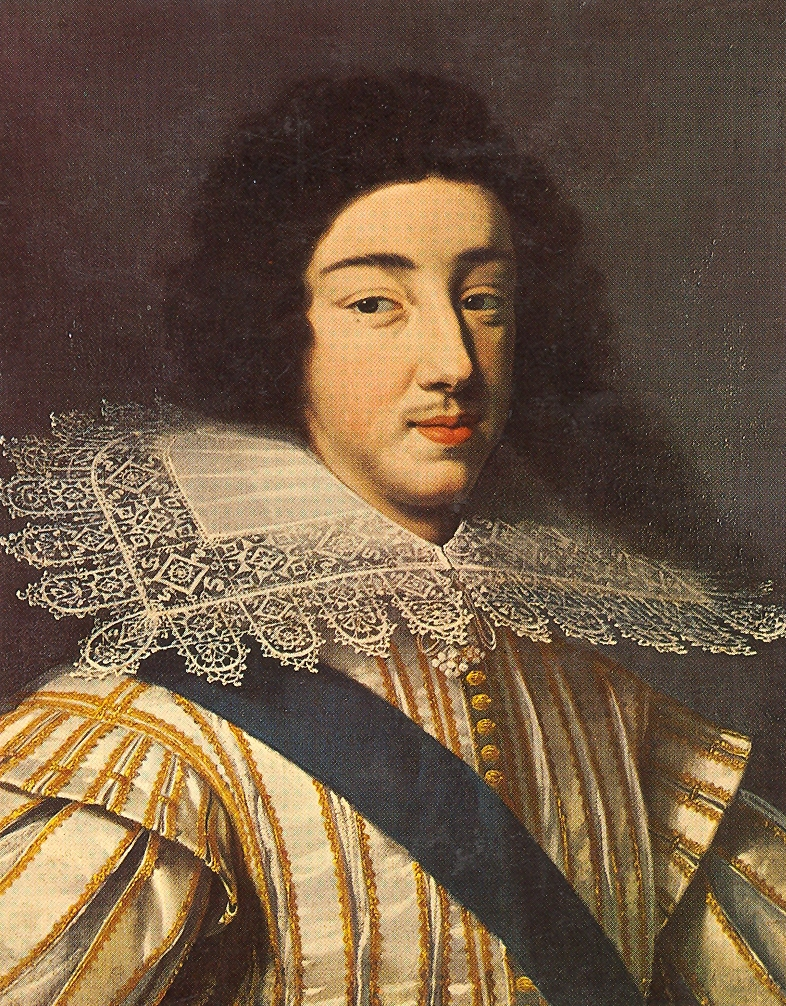
Gaston von Frankreich, Herzog von Orléans, von unbekannter Hand gemalt zwischen 1625 und 1630 (Schloss Blois, Blois)

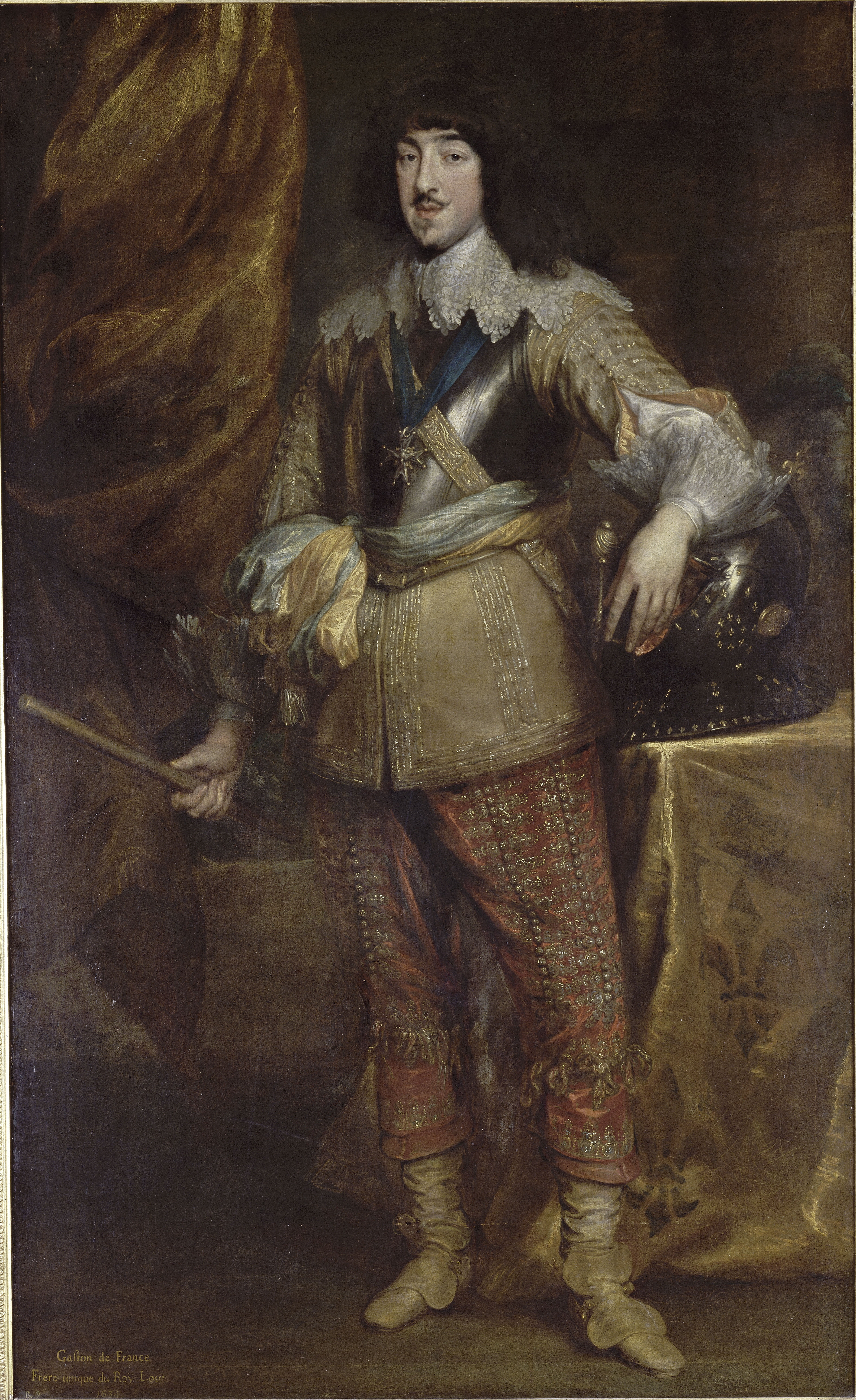
Anthonis van Dyck: Portrait de Gaston de France, duc d’Orléans, um 1633 (Musée Condé, Chantilly)

Gaston von Frankreich, Herzog von Orléans (* 25. April 1608 im Schloss Fontainebleau; † 2. Februar 1660 im Schloss Blois), war ein Prinz aus dem französischen Königshaus Bourbon und jüngerer Bruder von König Ludwig XIII. Er führte die Titel Herzog von Anjou (1608–1640), Herzog von Orléans und Chartres sowie Graf von Blois (ab 1626), Herzog von Montpensier und Saint-Fargeau (ab 1627), Herzog von Valois (ab 1630), Herzog von Alençon und Baron von Amboise (ab 1646).

## Leben
Gaston war das fünfte von sechs Kindern König Heinrichs IV. und seiner Frau Maria de’ Medici. Er war dritter (und zweiter ins Erwachsenenalter gelangter) Sohn und bekam bei seiner Geburt den Titel eines Herzogs von Anjou verliehen. Er war zwei Jahre alt, als sein Vater von einem Attentäter ermordet wurde.
Er galt als gebildet und feinsinnig, aber eher willensschwach und wankelmütig. Aufgrund der lange andauernden Kinderlosigkeit seines gut sechs Jahre älteren Bruders, Ludwigs XIII., der der nächste Thronanwärter war, wurde er immer wieder von ehrgeizigen Adeligen instrumentalisiert und in deren Aufstände gegen die absolutistische Politik von Kardinal Richelieu und später Kardinal Mazarin hineingezogen.
Mit 18 Jahren wurde er 1626 auf Betreiben Richelieus, aber gegen seinen Willen, mit Marie de Bourbon, duchesse de Montpensier, verheiratet und aus diesem Anlass von seinem Bruder Ludwig XIII. mit dem Herzogtum Orléans und der Grafschaft Blois belehnt. Marie brachte das Herzogtum Montpensier in die Ehe ein. Sie starb jedoch kaum ein Jahr später im Kindbett. Ihr beträchtliches Vermögen als einzige Erbin ihres Vaters ging an ihre überlebende Tochter über, die spätere „Grande Mademoiselle“ (siehe unten).
1628 übernahm Gaston nominell das Kommando der Armee, die die protestantische Festung La Rochelle belagerte. 1630 beteiligte er sich an einer Revolte gegen Richelieu und rief zum bewaffneten Aufstand gegen ihn und damit die französische Krone auf. Nachdem jedoch 1632 einer der wichtigsten aufständischen Anführer, der Herzog von Montmorency, bei Castelnaudary mit seinen Truppen geschlagen und selbst gefangen genommen worden war, verließ Gaston Frankreich.
1632 lebte er am Hof von Herzog Karl IV. von Lothringen, der sich als Lehnsmann und Verbündeter des römisch-deutschen Kaisers mit Frankreich im Kriegszustand befand. Hier heiratete er ohne Zustimmung seines Bruders Ludwig XIII. die Schwester des Herzogs, Margarete von Lothringen. 1634 schloss er einen geheimen Vertrag mit Spanien, das sich ebenfalls im Kriegszustand mit Frankreich befand. Er versöhnte sich jedoch wenig später mit seinem Bruder und kehrte an den französischen Hof zurück.
Seine privilegierte Stellung als Thronanwärter endete 1638, als die Königin, Anna von Österreich, nach schon 20-jähriger Ehe mit Ludwig überraschend einen Thronerben (den späteren Ludwig XIV.) und wenig später noch einen zweiten Sohn, Philipp, zur Welt brachte. Gaston, der überschuldet war, hatte nun Mühe, Kredite zu bekommen und musste unter anderem den Umbau des Schlosses von Blois einstellen.
1642 scheiterte eine Verschwörung, die Henri Coiffier de Ruzé, Marquis de Cinq-Mars zu organisieren versucht hatte, um Gaston nach dem Tod Richelieus zum Lieutenant-général du royaume zu machen. Gaston bekam zwar nach dem 1643 eingetretenen Tod Ludwigs XIII. den Titel, doch übernahm Anna mit Hilfe des Parlement de Paris die Regentschaft für den fünfjährigen Ludwig XIV. und setzte den energischen Kardinal Mazarin als Minister ein. Immerhin war Gaston 1644 als Chef der französischen Truppen im Norden erfolgreich. Er eroberte große Teile der zu den Spanischen Niederlanden gehörenden Grafschaft Flandern.
Während der 1648 beginnenden Fronde-Aufstände der Parlements und des Hochadels gegen Mazarin wechselte Gaston unentschlossen von einer Partei zur anderen. Nach dem Sieg Mazarins 1652 wurde er ins Exil nach Blois verbannt, wo er bis zu seinem Tod blieb. Er wurde in der Basilika von Saint-Denis beigesetzt. Bei der Plünderung der Königsgräber von Saint-Denis während der Französischen Revolution wurde sein Grab am 15. Oktober 1793 geöffnet und geplündert, seine Überreste wurden in einem Massengrab außerhalb der Kirche beerdigt.
Gaston war der erste und einzige Vertreter des dritten Hauses von Orléans. Da er ohne männlichen Erben starb, wurden das Herzogtum Orléans und der Titel nach seinem Tod an seinen Neffen Philipp vergeben, den jüngeren Bruder Ludwigs XIV., der als Philipp I. Stammvater des vierten Hauses von Orléans wurde, das noch heute existiert. Gastons Witwe, Margarete von Lothringen, residierte bis zu ihrem Tod 1672 im Pariser Palais du Luxembourg. Dort beherbergte und alimentierte sie unter anderen den Fabeldichter Jean de La Fontaine als „gentilhomme ordinaire“, eine Art Edeldomestik („Offiziant“).

## Nachkommen
Aus Gastons Ehe mit Marie de Montpensier (1605–1627) ging eine Tochter hervor:
1. Anne Marie Louise d’Orléans (* 29. Mai 1627; † 5. April 1693). Sie ist in der französischen Geschichte als „la Grande Mademoiselle“ bekannt.

Aus seiner Ehe mit Margarete von Lothringen (1615–1672) gingen vier Töchter und ein Sohn hervor, der jedoch früh starb:
1. Marguerite Louise d’Orléans (* 28. Juli 1645; † 17. September 1721); ⚭ Cosimo III. de’ Medici, Großherzog der Toskana
2. Elisabeth Marguerite d’Orléans (* 26. Dezember 1646; † 17. März 1696); ⚭ Louis Joseph von Lorraine, Herzog von Guise
3. Françoise Madeleine d’Orléans (* 13. Oktober 1648; † 14. Januar 1664); ⚭ Karl Emanuel II., Herzog von Savoyen
4. Jean Gaston d’Orléans (* 17. August 1650; † 10. August 1652)
5. Marie Anne d’Orléans (* 9. November 1652; † 17. August 1656)

## Nach de Bourbon benannte Taxa
Charles Plumier benannte ihm zu Ehren eine Gattung Borbonia. Carl von Linné übernahm später diese Gattung nicht, sondern stellte sie zur Gattung Laurus der Pflanzenfamilie der Lorbeergewächse (Lauraceae).
Linné benannte nach ihm die Gattung Borbonia der Pflanzenfamilie der Hülsenfrüchtler (Fabaceae). Sie ist heute ein Synonym zu Aspalathus.